# Saint George Basseterre
Saint George Basseterre är en parish i Saint Kitts och Nevis. Den ligger i den sydöstra delen av landet. Antalet invånare är 12 920. Arean är 29,0 kvadratkilometer.
Följande samhällen finns i Saint George Basseterre:
- Basseterre (huvudstad i Saint Kitts och Nevis)

I Saint George Basseterre finns:
- bukterna Frigate Bay, North Friar's Bay och South Friar's Bay
- sjön Great Salt Pond
- ön Booby Island